# 50 (album)
50 – album muzyczny polskiej wokalistki Maryli Rodowicz, wydany 19 listopada 2010 roku przez wytwórnię płytową Universal Music Polska. Album stanowi zbiór 14 kompozycji z lat 50., wykonanych w nowych aranżacjach. Producentem płyty został Krzysztof Herdzin.
Płyta dotarła do 3. miejsca listy OLiS i uzyskała status platynowej.

## Lista utworów
Opracowano na podstawie materiału źródłowego.
1. „Wesoły pociąg” (oryg. Marta Mirska)
2. „Do grającej szafy grosik wrzuć” (oryg. Maria Koterbska)
3. „Bo mój chłopiec piłkę kopie” (oryg. Maria Koterbska)
4. „Klipsy” (oryg. Natasza Zylska)
5. „Nie oczekuję dziś nikogo” (oryg. Rena Rolska)
6. „Czekolada” (oryg. Natasza Zylska)
7. „Karuzela” (oryg. Maria Koterbska)
8. „Czerwony autobus” (oryg. Andrzej Bogucki)
9. „Pierwszy siwy włos” (oryg. Marta Mirska)
10. „Rozstanie z morzem” (oryg. Marta Mirska)
11. „Cicha woda” (oryg. Zbigniew Kurtycz)
12. „Serduszko puka w rytmie cha-cha” (oryg. Maria Koterbska)
13. „Już nigdy” (oryg. Vera Bobrowska)
14. „A mnie jest szkoda lata” (oryg. Andrzej Bogucki)